# The Naoshima Plan「水」
The Naoshima Plan 「水」（ざ なおしまぷらん 「みず」）は、香川県香川郡直島町にある建築物。建築家・三分一博志による建築作品である。

## 概要

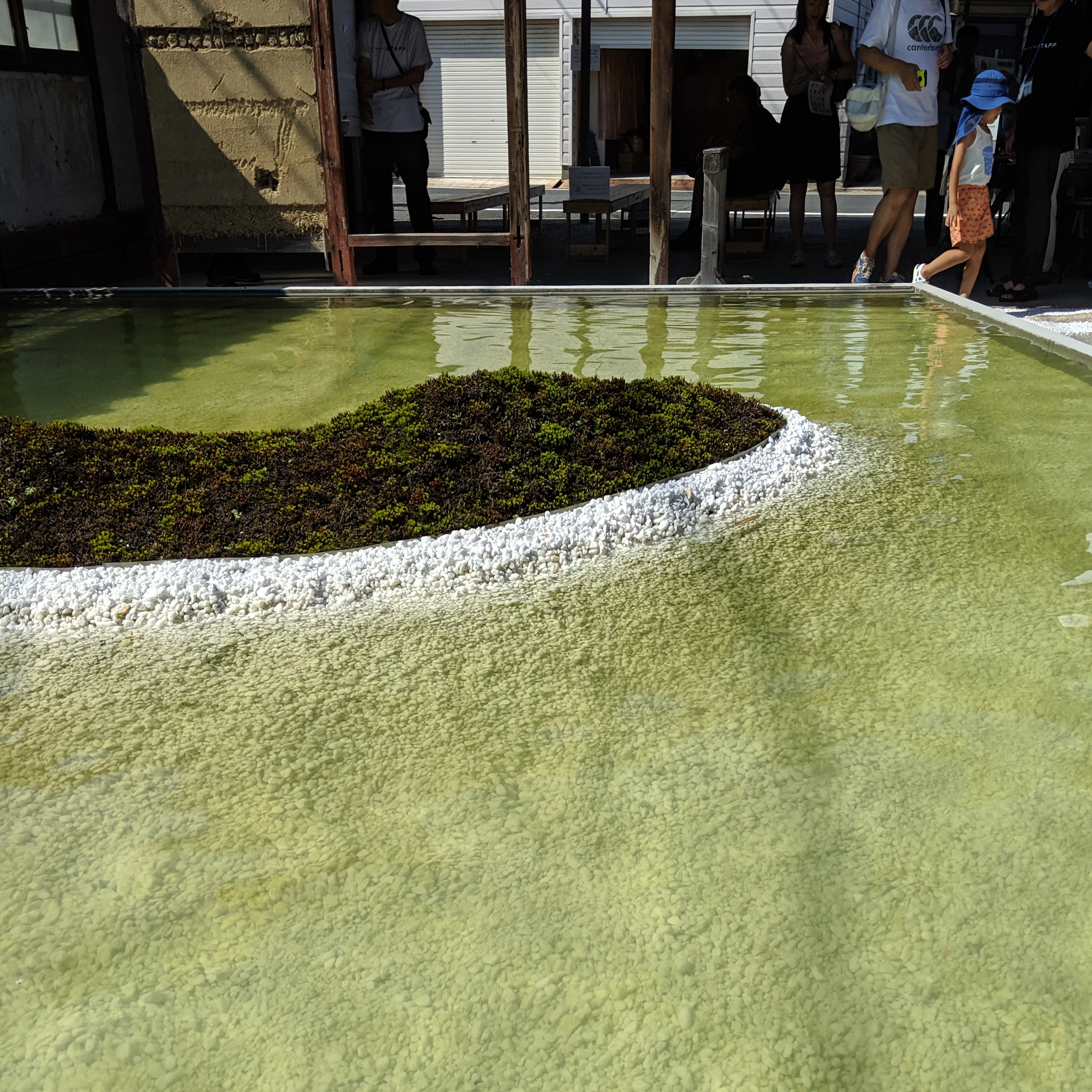
水の北庭

瀬戸内国際芸術祭2019で公開された建造物。会期終了後は閉館していたが、2020年6月より再開館した。
かつて郵便局だった築約200年の旧家を一部改築した建築実践で、かつての居住者の名前から「旧堺谷邸」や「きょく」の屋号でも呼称される。増築された部分を撤去し、新たに増築した軒下に水庭としたを設けている。水は石組み井戸からくみ上げた伏流水で、来場者が足を水に漬けて涼めるスペースとなっている。

## 前史
三分一博志にとって直島でのプロジェクトは「風と水のコクピット」（2013）、日本建築学会賞を受賞した多目的施設「直島ホール」（2015）、個人住宅「直島の家 - またべえ」（2015）に続く4作目となる。本作は、三分一が「動く素材」と呼ぶ風・水・太陽などの中でも、直島の風と地下水脈をテーマとした建築作品である。
三分一は、本村地区の気候や地形が織りなす風景について、約2年半もの期間さまざまな調査を行い、その研究成果は瀬戸内国際芸術祭2013における「三分一博志建築構想展̶The Naoshima Plan」で発表された。同展では、風、水、太陽という3つの“動く素材”が本村の町並みを形づくっていることを明らかにした。つづいて瀬戸内国際芸術祭2016では、三分一が設計し前年に竣工した「直島ホール」を会場に、「The Naoshima Plan―三分一博志」展を開催。中世から今に引き継がれ、自然と寄り添いながら生きる街並みや暮らしの在り方についての展示を行った。
瀬戸内国際芸術祭2019における「The Naoshima Plan『水』」は、本村地区の伝統建築を継続的に調査し、風が南から北に吹く島の気候を踏まえた構造が多いことに着目し構想したもの。一連のプロジェクトのなかで本村における「水」に焦点をあてたものである。

## 内容

### 建築
会場となった築約200年の旧家で、江戸時代に廻船業、そして製塩業で財をなした名家のもので明治期には三等郵便局の受託者でもあった。井戸や梁、壁の一部などはほぼそのまま残してある。敷地の中央部には比較的近年に建てられた建造物があったが、それを解体することで南北方向の風が抜けるように、三分一の設計による改修が行われ、旧家部分から延ばした大きな下屋根と、井戸水を溜めることのできる水盤を新たに増築している。三分一はこの下屋根を「大下屋」と呼び、檜板葺きで、登り梁はもともと敷地内にあった建物の梁が再活用されている。軒幅は4,900mmに及ぶ。

### 井戸
この旧家で長らく使われていた井戸は、本村の中でも最も水量の豊富なもののひとつで、三分一の調査によると安定して 2 1トン／日の湧水量があるという。本村集落では古くから井戸水は集落の共有財産であり、きれいに使いまた次の民家に受け渡す、暗黙のルールがあったという。会期中、来場者は水盤の上に張り出した木製のデッキに座って足を水に浸け、親水スペースとして機能した。

### 庭
三分一が直島の本村集落の家々を調べていくと、本村の旧家には家の南北に続き間が設けられ、どの家にも続き間の南と北に庭があるという間取りの共通点があることがわかった。同じ造りの家々が風の向きに沿って建てられており、風が家の続き間を抜けて、次の家、また次の家と抜けていく構造になっている。

#### 水の北庭[12]
日本庭園的な中の島が浮かぶ池泉は前述の通り今回の展示のために新たに手掛けられたもの。

#### 太陽の南庭[12]
亀島にも見える石組と植栽による古庭園が残っている。

### 暖簾
エントランスには青い大きな暖簾が掛けられた。この暖簾は本村地区で 2001 年より継続的に実施されている「直島のれんプロジェクト」を手掛ける染織家・加納容子の手によるもの。目に見えない風を可視化し、風の吹く方向やその強さを視覚的に捉えられるようにした。

### 運営
本村に住む年配島民もスタッフを務めた。「幼少の頃、井戸水を汲みに行った」といった実体験も交えた案内も行われた。